# 演奏記号
演奏記号（えんそうきごう）は、五線記譜法による楽譜にあって、演奏をするために必要なさまざまな記号のうち、五線、音部記号、拍子記号、音符、休符、調号、臨時記号などをのぞいた、重要であるが記譜法上必要不可欠な要素ではない記号をいう。演奏記号には、文字を用いてことばによって示すものと、それ以外のマークやシンボルによるものとがある（どちらも記号と呼ばれる）。 
文字を用いる記号を標語という。標語は基本的にイタリア語で書かれる。声楽曲の場合にはその曲の歌詞の言語で書かれることもあり、器楽曲でもドイツ語やフランス語で書かれることもあるが、全体としては例外的である。また、標語を含めた様々な音楽用語を楽語と呼ぶことがある。
以下に示される訳の多くは、一般的な訳によっているため、必ずしも音楽表現に最適の訳とは限らない。関孝弘のように、「専門用語としてではなく、日常用語としての理解が必要」と特にイタリア語の音楽用語の紋切り型解釈を批判する人物もいる。

## 強弱記号
音の強弱を表す記号には、一定の強弱を表すもの以外に、特定の音だけ強いことを表すもの、強弱の変化を表すものなどがある。表記の方法としては、フォルテ（）、ピアノ（）およびこれらを組み合わせたもの、アクセント （）などの記号、crescendo など文字での指定などがある。

## 速度記号
テンポを表す記号

### 遅い・速い等の指標を示すもの
遅い順に並べている（この並びが絶対というわけではない）。
| 表記             | 読み               | 意味                            | 備考                                                                            |
| ---------------- | ------------------ | ------------------------------- | ------------------------------------------------------------------------------- |
| Grave            | グラーヴェ         | 重々しく                        |                                                                                 |
| Largo            | ラルゴ             | 幅広くゆるやかに                |                                                                                 |
| Lento            | レント             | のろく                          |                                                                                 |
| Larghetto        | ラルゲット         | ややLargoに                     | Largoより速い                                                                   |
| Adagio           | アダージョ         | ゆるやかに                      |                                                                                 |
| Adagietto        | アダジェット       | ややAdagioに                    | Adagioより速い                                                                  |
| Andante          | アンダンテ         | 歩くような速さで 穏やかな速度で | 「歩くような」では分かりづらいため、 「ゆっくりと歩くような」とされることも多い |
| Andantino        | アンダンティーノ   | ややAndanteに                   | Andanteより速い                                                                 |
| Maestoso         | マエストーソ       | 堂々と、荘厳に、荘重に          | 基本は表現記号だが、速度記号のこともある                                        |
| Moderato         | モデラート         | 中くらいの速さで 中庸な速度で   |                                                                                 |
| Allegretto       | アレグレット       | ややAllegroに                   | Allegroより遅い                                                                 |
| Allegro moderato | アレグロモデラート | 穏やかに速く                    |                                                                                 |
| Animato          | アニマート         | 元気に 動いて                   |                                                                                 |
| Allegro (Allo)   | アレグロ           | 快速に・陽気に                  |                                                                                 |
| Vivace           | ヴィヴァーチェ     | 活発に                          |                                                                                 |
| Vivo             | ヴィーヴォ         | 活発に                          | Vivaceより活発                                                                  |
| Presto           | プレスト           | 極めて速く                      |                                                                                 |
| Prestissimo      | プレスティッシモ   | 非常にPrestoに                  | Prestoより速い。Prestoの絶対最上級                                              |

### ある一定の速度を示すもの
| 表記            | 読み                   | 意味                             | 備考                                           |
| --------------- | ---------------------- | -------------------------------- | ---------------------------------------------- |
| Tempo giusto    | テンポ・ジュスト       | 正しいテンポで                   | 一般に心拍の速さ（M.M.=80くらい） と言われる。 |
| Tempo di Valse  | テンポ・ディ・ヴァルス | ワルツのルバートをもったテンポで |                                                |
| Tempo di marcia | テンポ・ディ・マルチャ | 行進曲・マーチのテンポで         |                                                |

### メトロノーム記号
最も具体的かつ正確に速度を示す表記方法である。

他の速度記号と組み合わせて使われることも多い。
（例：Moderato 　 = 96）
| 表記     | 読み                   | 意味                     | 備考 |
| -------- | ---------------------- | ------------------------ | --- |
| M. M.= f | メトロノームメルツェル | 1分間にf拍打つテンポで   | 現在ではあまり使われない                                                                                      |
| = f      | テンポf BPM f          | 1分間にをf回打つテンポで | 数字部分は「f～g」のように範囲で示すことも可能 音符部分もに限らず、二分音符や八分音符など様々な単位が使われる |
| ca.      | チルカ                 | 約、およそ               | 数字の後につける 正式な綴りは「circa」 これを使わず、「≒」が使われることも多い                                |

### 相対的な速さを示すもの
| 表記              | 読み         | 意味             | 備考 |
| ----------------- | ------------ | ---------------- | ---- |
| Più mosso         | ピウ・モッソ | それまでより速く |      |
| Meno mosso        | メノ・モッソ | それまでより遅く |      |
| ritenuto (riten.) | リテヌート   | それまでより遅く |      |

### 速度の変化を示すもの
| 表記                      | 読み             | 意味                                      | 備考                     |
| ------------------------- | ---------------- | ----------------------------------------- | ------------------------ |
| ritardando, rit., ritard. | リタルダンド     | だんだん遅く                              |                          |
| allargando, allarg.       | アッラルガンド   | だんだん強く遅く                          |                          |
| rallentando, rall.        | ラレンタンド     | だんだん遅く                              | だんだんLentoにの意      |
| accelerando, accel.       | アッチェレランド | だんだん速く そして終わると言う意味もある |                          |
| stringendo, string.       | ストリンジェンド | だんだん速く                              | 音強も強くするとされる。 |
| ritenuto, ritenuto.       | リテヌート       | すぐに遅く                                |                          |
| animato, animato.         | アニマート       | 元気に速く                                |                          |
| con moto, con moto.       | コン・モート     | 動きをつけて                              |                          |

### その他の速度記号
| 表記                   | 読み               | 意味         | 備考                                                                              |
| ---------------------- | ------------------ | ------------ | --------------------------------------------------------------------------------- |
| a tempo                | ア・テンポ         | 元の速さで   | 速度の変化を示すものによる変化の前の状態に戻す                                    |
| Tempo primo (Tempo Io) | テンポ・プリモ     | 曲頭の速さで | 基本的には「1小節の最初と同じ速さに戻す」であるが、基準となる位置が違う場合もある |
| L'istesso tempo        | リステッソ・テンポ | 同じ速さで   | 1拍の音価が変わっても拍の速さを同じにする                                         |
| Tempo Rubato           | テンポ・ルバート   | 自由な速さで | テンポを揺らして演奏する時にも用いられる                                          |

## 発想記号
| 表記                         | 読み               | 意味                   | 備考                                            |
| ---------------------------- | ------------------ | ---------------------- | ----------------------------------------------- |
| tranquillo                   | トランクィッロ     | 静かに                 |                                                 |
| sostenuto (sosten.)          | ソステヌート       | 音を保持して           |                                                 |
| maestoso                     | マエストーソ       | 荘重に                 | 速度記号として使われた場合はAdagio～Andante程度 |
| agitato                      | アジタート         | 激しく、苛立って       |                                                 |
| animato                      | アニマート         | 生き生きと             |                                                 |
| con anima                    | コン・アニマ       | 生き生きと             |                                                 |
| con brio                     | コン・ブリオ       | 活気をもって           |                                                 |
| con fuoco                    | コン・フオーコ     | 火のように、生き生きと |                                                 |
| spiritoso                    | スピリトーゾ       | 精神を込めて           |                                                 |
| con moto                     | コン・モート       | 動きを付けて           |                                                 |
| calando                      | カランド           | 和らいで               | diminuendoとritardandoの両方をする指示である    |
| morendo                      | モレンド           | 絶え入りそうに         | diminuendoとritardandoの両方をする指示である    |
| smorzando (smorz.)           | スモルツァンド     | だんだん静まって       | diminuendoとritardandoの両方をする指示である    |
| perdendosi                   | ペルデーンドシ     | 消えるように           | diminuendoとritardandoの両方をする指示である    |
| marcato (marc.)              | マルカート         | はっきりと             |                                                 |
| pesante                      | ペザンテ           | 重々しく               |                                                 |
| appassionato                 | アパッシオナート   | 熱情的に、激情的に     |                                                 |
| cantabile                    | カンタービレ       | 歌うように、表情豊かに |                                                 |
| brillante                    | ブリッランテ       | 華やかに、輝かしく     |                                                 |
| lamentabile                  | ラメンタービレ     | 哀れに                 |                                                 |
| grazioso                     | グラツィオーソ     | 優美に                 |                                                 |
| energico                     | エネルジコ         | 力強く                 |                                                 |
| feroce                       | フェローチェ       | 荒々しく               |                                                 |
| espressivo (espress., espr.) | エスプレッシーヴォ | 表情豊かに             |                                                 |
| giocoso                      | ジョコーソ         | 楽しげに               |                                                 |
| scherzando                   | スケルツァンド     | 諧謔的に               |                                                 |
| amabile                      | アマービレ         | 愛らしく               |                                                 |
| dolce                        | ドルチェ           | 柔和に、柔らかく       |                                                 |
| grandioso                    | グランディオーソ   | 壮大に                 |                                                 |
| risoluto                     | リゾルート         | 決然と                 |                                                 |
| comodo                       | コモド             | 気楽に                 |                                                 |
| capriccioso                  | カプリチョーソ     | 気まぐれに             |                                                 |
| legato                       | レガート           | 滑らかに               |                                                 |
| leggero, leggiero (legg.)    | レジェロ           | 軽く                   |                                                 |
| Alla Marcia                  | アッラ・マルチャ   | 行進曲風に             |                                                 |
| calmato                      | カルマート         | 静かに                 |                                                 |

## アーティキュレーションを示す記号
| 表記              | 読み                                     | 意味                 | 備考 |
| ----------------- | ---------------------------------------- | -------------------- | --- |
|                   | テヌート                                 | 音を保って           | |
| tenuto (ten.)     | テヌート                                 | 音を保って           | |
|                   | スタッカート                             | 音を切り離して       | 一般に音価の半分の長さ鳴らすと説明されるが、実際には場合によってこれより長くなることも、短くなることもありうる。 |
| staccato (stacc.) | スタッカート                             | 音を切り離して       | 一般に音価の半分の長さ鳴らすと説明されるが、実際には場合によってこれより長くなることも、短くなることもありうる。 |
|                   | メゾ・スタッカート                       | 音を保ちつつ切り離す | のように書かれる。スタッカートとレガートの間。実際的には場面に応じて様々に演奏され得る。スタッカートとスラーとが組み合わせの場合には、スタッカートが音符の内側に位置するが、スタッカートとテヌートとの組み合わせの場合には、スタッカートが音符の外側に位置するのが標準的である。時には気紛れに、スタッカートとテヌートとが組み合わせの場合に、スタッカートが音符の内側に位置することもあるが、それが意図的に、よりテヌート寄りのメゾ・スタッカートを意味していることもある。 |
|                   | メゾ・スタッカート                       | 音を保ちつつ切り離す | のように書かれる。 |
|                   | スタッカティッシモ または マルテッラート | 音をきわめて短く切る | 音符の上に付ける場合の記号一般に音価の4分の1の長さ鳴らすと説明されるが、実際はもっと短くされることが多い。 |
|                   | スタッカティッシモ または マルテッラート | 音をきわめて短く切る | 音符の下に付ける場合の記号 |
|                   | スラー                                   | 音を結びつけて       | 音符の上に付ける場合の記号。同高の音を結んでいる場合（）はタイとなる。 |
|                   | スラー                                   | 音を結びつけて       | 音符の下に付ける場合の記号 |

## 反復記号
| 表記              | 読み                            | 意味 | 備考 |
| ----------------- | ------------------------------- | --- | --- |
|                   |                                 | からここに戻る。曲頭では普通省略される。 | |
|                   |                                 | 直前のまたは曲頭に戻る。何も断りがなければ1回だけ戻って反復する。 | |
|                   |                                 | とが同じ所に背中合わせに重なった場合に使う記号。 | |
|                   | 1番カッコ                       | 反復の1回目のみここを演奏する。 | あわせてのように使われる。最初は1番カッコに入って直前のまたは曲頭に戻り、反復時は1番カッコに入らずその直前から2番カッコに飛ぶ。また、同じように3番、4番カッコなどもある。 |
| 2番カッコ         | 反復の2回目のみここを演奏する。 | | あわせてのように使われる。最初は1番カッコに入って直前のまたは曲頭に戻り、反復時は1番カッコに入らずその直前から2番カッコに飛ぶ。また、同じように3番、4番カッコなどもある。 |
| da capo (D. C.)   | ダ・カーポ                      | 最初から。曲頭に戻る。 | D. C.またはD. S.のあとでは一般に反復は省略される。その他でもソナタ形式におけるような慣習的な反復記号は、演奏者の解釈により省略されることがある。                          |
| dal segno (D. S.) | ダル・セーニョ                  | セーニョから。に戻る。 | D. C.またはD. S.のあとでは一般に反復は省略される。その他でもソナタ形式におけるような慣習的な反復記号は、演奏者の解釈により省略されることがある。                          |
|                   | セーニョ                        | 「記号」の意味。ダルセーニョからここに戻る。 | |
|                   | ヴィーデ                        | 「見よ」の意味。同じ記号の所を見よ（同じ記号の所に飛べ）という意味だが、一般には D. C. するか D. S. したあとで結尾（コーダ）に飛ぶときに使われる。ただし、省略可能な部分にこの記号が書かれることもある。 | ポピュラー音楽などではコーダマークと呼ばれることがある。 |
| to                | トゥー・コーダ                  | D. C.するかD. S.したあとで Codaに飛べ。 | ポピュラー音楽ではこのように書かれることが多い。 |
| Coda              | コーダ                          | D. C.するかD. S.したあとでto からここに飛べ。 | ポピュラー音楽では合わせてひとつの記号のように使われる。クラシック音楽でもとCodaが一緒に現れることが多い。とCodaはもともとは別の概念。                                    |
| Fine              | フィーネ                        | 終わり | かわりにを書くこともある |
| F.O.              | フェードアウト                  | だんだん小さくして終わる | の下に書かれている場合、の間を数回繰り返しながらだんだん小さくして終わる                                                                                                  |

## 装飾記号
このほか、装飾音の項目を参照。
| 表記              | 読み                            | 意味 | 備考 |
| ----------------- | ------------------------------- | --- | --- |
|                   | トリル                          | その音とその2度上の音を速く反復させて音を揺らす （この記号の上に変化記号がある場合は2度上の音を変化させる） | しばしば波線を伴う。その場合には（なくても多くの場合は）、波線の続く間トリルを続ける。前打音、後打音を伴うことがある。後打音がなくても通常トリルの終わりで一回2度下の音を鳴らす。打楽器の場合にはトレモロの意味になることがある |
| ターン · 逆ターン | ターン・逆ターン                | この記号がある所で2度上の音—その音—2度下の音—その音と、音を揺らす。音符の真上でなく、次の音との間に書かれている場合には、その音を演奏してから、次の音に移る直前に2度上の音—その音—2度下の音—その音と、音を揺らす。上ないし下に変化記号のある場合には、2度上の音ないし2度下の音にその変化記号を付ける。 | |
|                   | プラルトリラー （逆モルデント） | その音—2度上の音—その音のように音を揺らす。上に変化記号のある場合には、2度上の音にその変化記号を付ける。 | 記号が長い場合には2回揺らす |
|                   | モルデント                      | その音—2度下の音—その音のように音を揺らす。下に変化記号のある場合には、2度下の音にその変化記号を付ける。 | 記号が長い場合には2回揺らす |
|                   | アルペッジョ                    | 和音を同時でなく、下から順にずらして弾く | ピアノなどで使われる。 |
|                   | アルペッジョ                    | 和音を同時でなく、上から順にずらして弾く | |

## 省略記号
| 表記            | 読み                      | 意味                                                           | 備考 |
| --------------- | ------------------------- | -------------------------------------------------------------- | --- |
| 8               | オッターヴァ アルタ       | 記音の1オクターヴ上を弾く                                      | 音や和音のみに単独で付ける場合には、音符の上や下に記号を記入し、一連の楽句に付ける場合には、上や下に点線でその範囲を囲む。8や8vaとだけしか記されていない場合には、音符の上や下のどちらに書かれているかと、点線の終わりの鍵の向きだけで、オクターヴ上か下かを判読しなければならないことになる。 元の記音に戻す場合に誤解を防ぐため、特に現代音楽の複雑な楽譜においては、locoと書き添えられることもある。 音域を広く活用する現代音楽において、2オクターヴ移高する記号が流行しはじめた頃は、見やすさの点で15ではなく16が使われることもよくあった。次第に15を使う人が増え、現在では殆どの作曲家が15を2オクターヴとして正確に表記している。 |
|                 | オッターヴァ アルタ       | 記音の1オクターヴ上を弾く                                      | 音や和音のみに単独で付ける場合には、音符の上や下に記号を記入し、一連の楽句に付ける場合には、上や下に点線でその範囲を囲む。8や8vaとだけしか記されていない場合には、音符の上や下のどちらに書かれているかと、点線の終わりの鍵の向きだけで、オクターヴ上か下かを判読しなければならないことになる。 元の記音に戻す場合に誤解を防ぐため、特に現代音楽の複雑な楽譜においては、locoと書き添えられることもある。 音域を広く活用する現代音楽において、2オクターヴ移高する記号が流行しはじめた頃は、見やすさの点で15ではなく16が使われることもよくあった。次第に15を使う人が増え、現在では殆どの作曲家が15を2オクターヴとして正確に表記している。 |
| 8va alta        | オッターヴァ アルタ       | 記音の1オクターヴ上を弾く                                      | 音や和音のみに単独で付ける場合には、音符の上や下に記号を記入し、一連の楽句に付ける場合には、上や下に点線でその範囲を囲む。8や8vaとだけしか記されていない場合には、音符の上や下のどちらに書かれているかと、点線の終わりの鍵の向きだけで、オクターヴ上か下かを判読しなければならないことになる。 元の記音に戻す場合に誤解を防ぐため、特に現代音楽の複雑な楽譜においては、locoと書き添えられることもある。 音域を広く活用する現代音楽において、2オクターヴ移高する記号が流行しはじめた頃は、見やすさの点で15ではなく16が使われることもよくあった。次第に15を使う人が増え、現在では殆どの作曲家が15を2オクターヴとして正確に表記している。 |
| 8               | オッターヴァ バッサ       | 記音の1オクターヴ下を弾く                                      | 音や和音のみに単独で付ける場合には、音符の上や下に記号を記入し、一連の楽句に付ける場合には、上や下に点線でその範囲を囲む。8や8vaとだけしか記されていない場合には、音符の上や下のどちらに書かれているかと、点線の終わりの鍵の向きだけで、オクターヴ上か下かを判読しなければならないことになる。 元の記音に戻す場合に誤解を防ぐため、特に現代音楽の複雑な楽譜においては、locoと書き添えられることもある。 音域を広く活用する現代音楽において、2オクターヴ移高する記号が流行しはじめた頃は、見やすさの点で15ではなく16が使われることもよくあった。次第に15を使う人が増え、現在では殆どの作曲家が15を2オクターヴとして正確に表記している。 |
| 8va             | オッターヴァ バッサ       | 記音の1オクターヴ下を弾く                                      | 音や和音のみに単独で付ける場合には、音符の上や下に記号を記入し、一連の楽句に付ける場合には、上や下に点線でその範囲を囲む。8や8vaとだけしか記されていない場合には、音符の上や下のどちらに書かれているかと、点線の終わりの鍵の向きだけで、オクターヴ上か下かを判読しなければならないことになる。 元の記音に戻す場合に誤解を防ぐため、特に現代音楽の複雑な楽譜においては、locoと書き添えられることもある。 音域を広く活用する現代音楽において、2オクターヴ移高する記号が流行しはじめた頃は、見やすさの点で15ではなく16が使われることもよくあった。次第に15を使う人が増え、現在では殆どの作曲家が15を2オクターヴとして正確に表記している。 |
|                 | オッターヴァ バッサ       | 記音の1オクターヴ下を弾く                                      | 音や和音のみに単独で付ける場合には、音符の上や下に記号を記入し、一連の楽句に付ける場合には、上や下に点線でその範囲を囲む。8や8vaとだけしか記されていない場合には、音符の上や下のどちらに書かれているかと、点線の終わりの鍵の向きだけで、オクターヴ上か下かを判読しなければならないことになる。 元の記音に戻す場合に誤解を防ぐため、特に現代音楽の複雑な楽譜においては、locoと書き添えられることもある。 音域を広く活用する現代音楽において、2オクターヴ移高する記号が流行しはじめた頃は、見やすさの点で15ではなく16が使われることもよくあった。次第に15を使う人が増え、現在では殆どの作曲家が15を2オクターヴとして正確に表記している。 |
| 8va b           | オッターヴァ バッサ       | 記音の1オクターヴ下を弾く                                      | 音や和音のみに単独で付ける場合には、音符の上や下に記号を記入し、一連の楽句に付ける場合には、上や下に点線でその範囲を囲む。8や8vaとだけしか記されていない場合には、音符の上や下のどちらに書かれているかと、点線の終わりの鍵の向きだけで、オクターヴ上か下かを判読しなければならないことになる。 元の記音に戻す場合に誤解を防ぐため、特に現代音楽の複雑な楽譜においては、locoと書き添えられることもある。 音域を広く活用する現代音楽において、2オクターヴ移高する記号が流行しはじめた頃は、見やすさの点で15ではなく16が使われることもよくあった。次第に15を使う人が増え、現在では殆どの作曲家が15を2オクターヴとして正確に表記している。 |
| 8va bassa       | オッターヴァ バッサ       | 記音の1オクターヴ下を弾く                                      | 音や和音のみに単独で付ける場合には、音符の上や下に記号を記入し、一連の楽句に付ける場合には、上や下に点線でその範囲を囲む。8や8vaとだけしか記されていない場合には、音符の上や下のどちらに書かれているかと、点線の終わりの鍵の向きだけで、オクターヴ上か下かを判読しなければならないことになる。 元の記音に戻す場合に誤解を防ぐため、特に現代音楽の複雑な楽譜においては、locoと書き添えられることもある。 音域を広く活用する現代音楽において、2オクターヴ移高する記号が流行しはじめた頃は、見やすさの点で15ではなく16が使われることもよくあった。次第に15を使う人が増え、現在では殆どの作曲家が15を2オクターヴとして正確に表記している。 |
|                 | クィンディチェジマ アルタ | 記音の2オクターヴ上を弾く                                      | 音や和音のみに単独で付ける場合には、音符の上や下に記号を記入し、一連の楽句に付ける場合には、上や下に点線でその範囲を囲む。8や8vaとだけしか記されていない場合には、音符の上や下のどちらに書かれているかと、点線の終わりの鍵の向きだけで、オクターヴ上か下かを判読しなければならないことになる。 元の記音に戻す場合に誤解を防ぐため、特に現代音楽の複雑な楽譜においては、locoと書き添えられることもある。 音域を広く活用する現代音楽において、2オクターヴ移高する記号が流行しはじめた頃は、見やすさの点で15ではなく16が使われることもよくあった。次第に15を使う人が増え、現在では殆どの作曲家が15を2オクターヴとして正確に表記している。 |
| 15ma alta       | クィンディチェジマ アルタ | 記音の2オクターヴ上を弾く                                      | 音や和音のみに単独で付ける場合には、音符の上や下に記号を記入し、一連の楽句に付ける場合には、上や下に点線でその範囲を囲む。8や8vaとだけしか記されていない場合には、音符の上や下のどちらに書かれているかと、点線の終わりの鍵の向きだけで、オクターヴ上か下かを判読しなければならないことになる。 元の記音に戻す場合に誤解を防ぐため、特に現代音楽の複雑な楽譜においては、locoと書き添えられることもある。 音域を広く活用する現代音楽において、2オクターヴ移高する記号が流行しはじめた頃は、見やすさの点で15ではなく16が使われることもよくあった。次第に15を使う人が増え、現在では殆どの作曲家が15を2オクターヴとして正確に表記している。 |
|                 | クィンディチェジマ バッサ | 記音の2オクターヴ下を弾く                                      | 音や和音のみに単独で付ける場合には、音符の上や下に記号を記入し、一連の楽句に付ける場合には、上や下に点線でその範囲を囲む。8や8vaとだけしか記されていない場合には、音符の上や下のどちらに書かれているかと、点線の終わりの鍵の向きだけで、オクターヴ上か下かを判読しなければならないことになる。 元の記音に戻す場合に誤解を防ぐため、特に現代音楽の複雑な楽譜においては、locoと書き添えられることもある。 音域を広く活用する現代音楽において、2オクターヴ移高する記号が流行しはじめた頃は、見やすさの点で15ではなく16が使われることもよくあった。次第に15を使う人が増え、現在では殆どの作曲家が15を2オクターヴとして正確に表記している。 |
| 15ma bassa      | クィンディチェジマ バッサ | 記音の2オクターヴ下を弾く                                      | 音や和音のみに単独で付ける場合には、音符の上や下に記号を記入し、一連の楽句に付ける場合には、上や下に点線でその範囲を囲む。8や8vaとだけしか記されていない場合には、音符の上や下のどちらに書かれているかと、点線の終わりの鍵の向きだけで、オクターヴ上か下かを判読しなければならないことになる。 元の記音に戻す場合に誤解を防ぐため、特に現代音楽の複雑な楽譜においては、locoと書き添えられることもある。 音域を広く活用する現代音楽において、2オクターヴ移高する記号が流行しはじめた頃は、見やすさの点で15ではなく16が使われることもよくあった。次第に15を使う人が増え、現在では殆どの作曲家が15を2オクターヴとして正確に表記している。 |
|                 |                           | 前の拍と同じ                                                   | |
| シミレ          | シミレ                    | 前の小節と同じ                                                 | |
|                 |                           | 斜線の数に相当するはたの数の音符で刻む（同音（和音）反復する） | 例の場合は4分音符を32分(はた3つ)で刻む。8個の32分音符になる。親音符が8分音符以下の場合にはそのはたの数を合わせたはたの数の音符で刻む。たとえば、8分音符(はた1つ)に斜線が2本付いたら32分(はた3つ)で刻む。楽譜に表すとの様に演奏することとなる。 |
|                 | トレモロ                  | 斜線の数に相当するはたの数の音符で2音（和音）間を往復する      | のように書かれる。この場合は2分音符を16分（はた2つ）で刻む。8個の16分音符で4回往復することになる。また、親音符が4分音符の場合には（4分音符を32分でバッテリー）のようにぼうから離して書かれるのが本式である。この場合は4分音符を16分(はた2つ)で刻む。4個の16分音符で2往復することになる。黒音符の場合には、ぼうに接している斜線は親音符のはたと見なすのが本式であるが、接する斜線があっても親音符を4分音符ととらえるべき楽譜も多い。 |
| tremolo (trem.) | トレモロ                  | なるべく早く刻む                                               | 上2項に伴って用いられる。はたの数にこだわらず、なるべく速く反復する。この指示がなくても、不可能なほど速い刻みを求められた場合は、なるべく速くの意味にとっていい。 |

## 楽器に特有の奏法を示す記号
| 表記                        | 読み                   | 意味                                                                                             | 備考                             |
| --------------------------- | ---------------------- | ------------------------------------------------------------------------------------------------ | -------------------------------- |
|                             | ペダル                 | ペダルを踏む                                                                                     | ピアノなど。のような表記もある。 |
|                             | センツァ               | ペダルを離す                                                                                     | ピアノなど。のような表記もある。 |
| una corda (u.c.)            | ウナ・コルダ           | 1本の弦で                                                                                        | ピアノで弱音ペダルを踏む         |
| tre corde (t.c.)            | トレ・コルデ           | 3本の弦で                                                                                        | ピアノで弱音ペダルを離す         |
|                             |                        | 下げ弓、ダウンピッキング、重音ピッツィカートを低音から高音に                                     | 弦楽器                           |
|                             |                        | 上げ弓、アップピッキング、重音ピッツィカートを高音から低音に                                     | 弦楽器                           |
| pizzicato (pizz.)           | ピッツィカート         | 指ではじく                                                                                       | 擦弦楽器                         |
| col legno                   | コル・レーニョ         | 木で。弓の木の部分または木の部分と毛の部分でこするか叩く                                         | 擦弦楽器                         |
| arco                        | アルコ                 | 弓。弓を使う普通の奏法に戻る                                                                     | 擦弦楽器                         |
|                             |                        | 左手ではじく                                                                                     | 擦弦楽器                         |
| ゲシュトプフト              | ゲシュトプフト奏法     | ホルン                                                                                           |                                  |
| トレモロ                    | トレモロ奏法           | マンドリン系楽器                                                                                 |                                  |
| ★                           | ピッツィカート         | マンドリン系楽器                                                                                 |                                  |
|                             | ピッキング             | マンドリン系楽器                                                                                 |                                  |
|                             | ハーモニクス           |                                                                                                  | 弦楽器、フルート                 |
| con sordino (con sord.)     | コン・ソルディーノ     | 弱音器を付けて                                                                                   | 弦楽器、金管楽器                 |
| senza sordino (senza sord.) | センツァ・ソルディーノ | 弱音器を外して                                                                                   |                                  |
| mute                        | ミュート               | 弱音器（ミュート）をつけて                                                                       | トランペット、トロンボーンなど   |
| open                        | オープン               | 弱音器（ミュート）をはずして                                                                     |                                  |
| laissez vibrer (l. v.)      | レセ・ヴィブル（仏）   | 鳴らしたままに                                                                                   | 打楽器で、振動を止めない         |
| secco (sec.)                | セッコ                 | 乾いた                                                                                           | 打楽器で、振動を止める           |
| sul ponticello (sul pont.)  | スル・ポンティチェロ   | 駒の上で                                                                                         | ヴァイオリン属                   |
| sul tasto                   | スル・タスト           | 指盤の上で                                                                                       | ヴァイオリン属                   |
| sul ～                      | スル～                 | ～線で（例：sul G G線で）                                                                        | ヴァイオリン属                   |
| ordinario (ord.)            | オルディナリオ         | 普通の弾き方で                                                                                   |                                  |
| tasto solo                  | タスト・ソロ           | 鍵盤楽器だけで。単音で。通奏低音において、鍵盤楽器が和声付けを行わず、低音旋律のみ演奏すること。 | 通奏低音                         |

## その他
| 表記                           | 読み         | 意味                       | 備考 |
| ------------------------------ | ------------ | -------------------------- | --- |
| （音符等の上 ） （音符等の下） | フェルマータ | 程よく伸ばす・拍を停止する | 音符に付けられた場合には、拍節を止める意味の場合が多く、音符が音価よりも長く伸ばされることが多い。（まれに短くする場合がある）また、この場合、直後にa tempoがなくても元のテンポに戻すとされる。コンマの上に書かれた場合は、息継ぎが伸ばされる意味となり、拍を数えない空白が挿入される。また、コラールでは、フレーズの終わりの意味である。この場合音符が長く伸ばされる場合もあり伸ばされない場合もある。複縦線に書かれた場合は、Fineと同じで、楽曲の終わりを意味する。 |
| glissando (gliss.)             | グリッサンド | 滑るように演奏して         | 2つの音の間の音を滑らせて演奏する |
| portamento (port.)             | ポルタメント | 運んで                     | 次の音との間に短くグリッサンドを入れる |
| simile                         | シーミレ     | 同様に                     | |
| attacca                        | アタッカ     | 続けて                     | 次の楽章へ休みなく続くとき使う |
| tacet                          | タチェット   | 楽章にわたり休止           | 楽章を通して休止する。パート譜に用いる |
| ossia                          | オッシア     | あるいはまた               | 代替可能な楽譜を示すときに用いられる |

## 前置詞、接続詞、修飾語
| 表記            | 読み                 | 意味                           | 備考                                                     |
| --------------- | -------------------- | ------------------------------ | -------------------------------------------------------- |
| molto           | モルト               | 非常に                         | 英語のvery                                               |
| assai           | アッサイ             | きわめて                       | 英語のmuch                                               |
| possibile       | ポッシービレ         | できるだけ                     | 英語のpossible                                           |
| (un) poco       | (ウン・)ポコ         | 少し                           | 英語のlittle                                             |
| (un) pochetino  | (ウン・)ポケティーノ | ごくごく少し                   | pocoの複数形pochiに縮小辞がついたもの                    |
| subito          | スビト               | 急に                           | 英語のimmediately                                        |
| poco a poco     | ポーコ・ア・ポーコ   | 少しずつ                       | 英語のlittle by little                                   |
| più             | ピウ                 | さらに、より                   | 英語のmore                                               |
| meno            | メノ                 | より少なく                     | 英語のless                                               |
| (ma) non troppo | (マ・)ノン・トロッポ | (しかし)あまりはなはだしくなく | 英語の(but) not too much                                 |
| (ma) non tanto  | (マ・)ノン・タント   | (しかし)あまりはなはだしくなく | 英語の(but) not so much                                  |
| sempre          | センプレ             | 常に                           | 英語のalways                                             |
| quasi           | クアジ               | あたかも～のように             | 英語のalmost                                             |
| con             | コン                 | ～と共に                       | 英語のwith                                               |
| senza           | センツァ             | ～なしで                       | 英語のwithout                                            |
| alla            | アッラ               | 〜風に                         | 前置詞(後に来る語が名詞の場合、女性名詞である必要がある) |
| e               | エ                   | そして                         | 英語のand                                                |
| ed              | エド                 | そして                         | 英語のand                                                |

## イタリア語の接尾辞
| 表記    | 読み      | 意味   | 備考 |
| ------- | --------- | ------ | --- |
| -ino    | -イーノ   | 小さく | イタリア語の指小辞で、語尾の母音を除いてこの接尾辞を付ける。「小さい」、「少し」、「やや」の意味がある。   |
| -ina    | -イーナ   | 小さく | イタリア語の指小辞で、語尾の母音を除いてこの接尾辞を付ける。「小さい」、「少し」、「やや」の意味がある。   |
| -etto   | -エット   | 小さく | イタリア語の指小辞で、語尾の母音を除いてこの接尾辞を付ける。「小さい」、「少し」、「やや」の意味がある。   |
| -etta   | -エッタ   | 小さく | イタリア語の指小辞で、語尾の母音を除いてこの接尾辞を付ける。「小さい」、「少し」、「やや」の意味がある。   |
| -cello  | -チェッロ | 小さく | イタリア語の指小辞で、語尾の母音を除いてこの接尾辞を付ける。「小さい」、「少し」、「やや」の意味がある。   |
| -cella  | -チェッラ | 小さく | イタリア語の指小辞で、語尾の母音を除いてこの接尾辞を付ける。「小さい」、「少し」、「やや」の意味がある。   |
| -one    | -オーネ   | 大きく | イタリア語の指大辞で、語尾の母音を除いてこの接尾辞を付ける。「大きい」、「多く」、「非常に」の意味がある。 |
| -issimo | -イッシモ | 最も   | イタリア語の最上級を作る接尾辞で、語尾の母音を除いてこの接尾辞を付ける。「最も」、「非常に」の意味がある。 |
| -issima | -イッシマ | 最も   | イタリア語の最上級を作る接尾辞で、語尾の母音を除いてこの接尾辞を付ける。「最も」、「非常に」の意味がある。 |